# Groupe Leister
Pour les articles homonymes, voir Leister.
 (septembre 2016).
Le groupe Leister dont le siège est à Kägiswil dans le canton d’Obwald en Suisse est un fabricant de soudeuses pour les matières plastiques, de composants pour la chaleur industrielle, de systèmes laser, de détecteurs de gaz et de micro-optique. Le groupe est présent dans plus de cent pays.

## Histoire
Karl Leister crée Leister à Solingen (Allemagne) en 1949. Le premier produit est l’aspirateur portatif Leister FIX W200. Quelques années plus tard, Karl Leister invente la Leister KOMBI, une soudeuse à air chaud pour les matières thermoplastiques. Il ouvre le premier établissement de fabrication à Solingen. 
Le réseau de distribution est développé continuellement à partir de 1953. La première filiale est ouverte à Kägiswil en 1963 avec quatre collaborateurs. La ligne de produits Process heat pour les chauffe-air et les souffleries est développée peu après. L’ensemble des activités opérationnelles est transféré en Suisse en 1977. Ensuite, en 1979, une unité de fabrication de moteurs est créée.
Par la suite, Leister agrandit les capacités de production et met en place un réseau de distribution dans le monde entier. Leister est déjà actif en Europe, en Asie et en Amérique latine dans les années 1980.
Après la mort de Karl Leister, la direction de Leister Process Technologies est reprise par sa femme, Christiane Leister, en 1993. L’entreprise commence à se développer dans d’autres secteurs d’activité dans les années 1990 avec l’introduction d’une ligne de produits pour les systèmes laser et le lancement des activités dans le domaine de la détection des gaz et de la micro-optique. Ce dernier domaine est ensuite externalisé dans la filiale Axetris. Une salle blanche est constituée pour elle en 1999.
Le siège principal est transféré dans la Galileo-Strasse à Kägiswil en 2008.
En 2011, l’entreprise individuelle Leister Process Technologies (avec les deux secteurs d’activité Leister et Axetris) et les entreprises Leister à l’étranger sont regroupées dans une structure de groupe. La société faîtière du nouveau groupe Leister est Leister SA.
L’entreprise Seamtek LLC (États-Unis) est achetée en 2014 pour renforcer le marché du soudage des films. Alors que Leister n’avait jusqu’alors dans son portefeuille que des soudeuses automatiques, l’acquisition de Seamtek permet de pénétrer le marché des machines à souder stationnaires.[réf. nécessaire]